# Sebastian Bonecki
Sebastian Bonecki (ur. 13 lutego 1995 w Legnicy) – polski piłkarz występujący na pozycji pomocnika w Chrobrym Głogów. 

## Kariera klubowa
Bonecki jest wychowankiem Zagłębia Lubin. Początkowo występował w drużynach juniorskich i młodzieżowych tego klubu, by przed sezonem 2013/2014 dołączyć do kadry pierwszego zespołu. Swój debiut w Ekstraklasie zaliczył 23 sierpnia 2013 roku w przegranym 0-1 meczu z Cracovią. Do końca sezonu 2013/2014 udało mu się wystąpić w siedmiu spotkaniach Ekstraklasy i czterech meczach Pucharu Polski. Rozgrywki zakończyły się dla Zagłębia spadkiem z ligi i porażką w finale Pucharu Polski, do której Bonecki przyczynił się, marnując "jedenastkę" w serii rzutów karnych.
W trakcie sezonu 2014/2015 Bonecki rozegrał w barwach Zagłębia 19 spotkań, a jego drużyna zakończyła rozgrywki 1 Ligi na pierwszym miejscu w tabeli i wywalczyła ponowny awans na najwyższy szczebel rozgrywkowy. W sezonie 2015/2016 Bonecki wystąpił jedynie w dwóch spotkaniach Ekstraklasy, zdobywając jednak wraz ze swoją drużyną brązowy medal rozgrywek i wywalczając prawo do gry w eliminacjach Ligi Europy. 
Przed sezonem 2016/2017 Bonecki trafił na roczne wypożyczenie do pierwszoligowego Chrobrego Głogów, rozgrywając w jego barwach 27 spotkań. Przed sezonem 2017/2018 wrócił do pierwszej drużyny Zagłębia, lecz stracił całą rundę jesienną przez poważną kontuzję kolana. Po skończonej rehabilitacji Bonecki został wypożyczony na rundę wiosenną do pierwszoligowej Odry Opole, a przed sezonem 2018/2019 przeniósł się do niej na zasadzie transferu definitywnego.